# Puteatîci, Horodok
Puteatîci (în ucraineană Путятичі) este un sat în comuna Mîlciîți din raionul Horodok, regiunea Liov, Ucraina.

## Demografie
Componența lingvistică a localității Puteatîci
     Ucraineană (100%)
Conform recensământului din 2001, toată populația localității Puteatîci era vorbitoare de ucraineană (100%).